# Акты Московского государства 1546 года
Правление: 1533—1584 — Иван IV Васильевич Грозный  (опекунский совет)

## Акты Московского государства 1546 года
- 26 января — жалованная полетняя грамота великого князя Ивана Васильевича Глебовой Пелагеи, вдове Клишкова Карпа с детьми на выплату долгов в течение пяти лет без роста.
- 29 января — жалованная несудимая грамота великого кнгязя Ивана Васильевича Гиневлёву Михаилу Ильину на его поместье сельцо Дьяконово с 16 деревнями и 8 починками в Троицкой трети Костромского уезда с подтверждением царя Ивана Васильевича от 18 января 1547 года Прасковье, вдове Михаила Гиневлёва с сыном Григорием.
- 20 и 22 марта — две грамоты великого князя Ивана Васильевича углицким и белозерским ямщикам о невзимании подвод с сёл Кирилло-Белозерского монастыря Кабановского, Кивуя, Вашкея и Бабинского.
- 1 апреля — жалованная данная (поместная) и несудимая грамота великого князя Ивана Васильевича Курцеву Василию Фуникову да деревни и селища в Московском, Коломенском и Тульском уездах.
- 30 июня — грамота верейского князя Владимира Андреевича городовому приказчику Бурцову о приостановлении на год наряда подвод на Верейский Ям с Илеменской волости Троице-Сергиева монастыря, по случаю строения каменной ограды.
- 6 июля — жалованная грамота великого князя Ивана Васильевича игумену Фёдору с братией на дикий лес и займища между Вологодским, Каргопольским и Важскими уездами, для построения монастыря и селитьбы крестьян с дарованием различных льгот.
- 12 сентября — грамота великого князя Ивана Васильевича Гневашову Третьяку о досмотре и обыске земель Ферапонтова монастыря Белозёрского уезда разных волостей с крестьянами.
- Октябрь — жалованная грамота великого князя Ивана Васильевича на разные преимущества вятчанам Шестаковского городка.
- 18 декабря — грамота великого князя Ивана Васильевича в Каргополь, о запрещении каргопольцам, онежанам и окружных волостей крестьянам привозить с морских варниц для продажи соль с кардехою или иной вредной примесью.
- Жалованная кормлённая грамота великого князя Ивана Васильевича Сухотину Григорию Истомину на волость Мышега Тарусского уезда под Фёдоровым Юшком с пометой 1547/48 годов дьяка Цыплятева Ивана.